# Cardon
Cardon – wieś w Rumunii, w okręgu Tulcza, w gminie C.A. Rosetti. W 2011 roku liczyła 14 mieszkańców.